# Vass Teréz
Vass Teréz (Kisvárda, 1983. november 21. –) magyar színésznő. 

## Pályafutása
2002 és 2006 között a Színház- és Filmművészeti Egyetem hallgatója volt Jordán Tamás és Lukáts Andor osztályában. 2008-ig a Nemzeti Színháznál játszott, ahová még főiskolás korában került. 2008-tól szabadúszó.
Férje Mátyássy Áron rendező, két fiuk született (Lázár és Jakab).

## Színházi szerepei
- Raffo, Heather: Fátyol nélkül - Iraki lány (Vígszínház, 2014. okt. Rend. Mátyássy Áron)
- Dosztojevszkij: Ördögök - Lizaveta Nyikolajevna (Nemzeti Színház, 2007. okt. rend: Mohácsi János)
- Shakespeare: Lear király - Cordelia (Nemzeti Színház, 2007 feb. rend. Bocsárdi László)
- Sántha Ferenc: Az ötödik pecsét - Kati (Nemzeti Színház, 2006. nov. r: Jordán Tamás)
- Shakespeare: Sok hűhó semmiért - Hero (Kőszegi Várszínház, 2006. júl. rend: Jordán Tamás)
- Brecht: Násztánc - Menyasszony (Ódry Színpad, 2006. máj. rend: Funk Iván)
- Hauptman: A bunda - Leontine (Nemzeti Színház, 2006. ápr. rend: Verebes István)
- Bíró Mohácsi: Sárga liliom - Judit (Nemzeti Színház, rend: Mohácsi János)
- Ladányi Andrea: Tuttugu og tvier táncszínház (Ódry Színpad, Mu Színház, rend: Ladányi Andrea)
- Füst Milán: Boldogtalanok - Víg Vilma, nyomdai munkáslány (Nemzeti Színház, 2005. oktr: Ács János)
- Halász Péter: Önbizalom - Margareta (Ódry Színpad, 2005. okt. rend: Halász Péter)
- Ladányi Andrea: 44 FEET táncszínház (Ódry Színpad, Thália Színház)

## Rádiójáték
- 2013 Miss June Ruby (í: Terezia Mora) Miss June Ruby

## Filmszerepei
- 2015 Gép (r: Erkel Bálint) - Virág
- 2014 Víkend (r: Mátyássy Áron) - Alina
- 2012 Átok (r: Mátyássy Áron)
- 2008 Utolsó idők (r: Mátyássy Áron) - Priskin Eszter
- 2008 Vörös (r: Szabó Iván) - Tera
- 2006 Mínusz (r: Mátyássy Áron) - Annamari
- 2006 Ópium Egy elmebeteg nő naplója (r: Szász János)
- 2005 Herminamező (r: Halász Péter) - Sári
- 2003 Immanens (r: Mátyássy Áron) - A lány
- 1998 Egyszer élünk (r: Molnár György) - Emese

## Díjai, elismerések
- 2010 Filmkritikusok Díja, 2010 legjobb női főszereplő (Utolsó idők)
- 2009 Cinepécs Nemzetközi Fesztivál, 2009 Legjobb női alakítás (Utolsó idők)